# Provincie Harima

Mapa japonských provincií se zvýrazněnou provincií Harima

Provincie Harima (japonsky: 播磨国; Harima no kuni), zvaná také Banšú (播州; Banšú), byla stará japonská provincie ležící na ostrově Honšú. Její území v současnosti tvoří severozápadní část prefektury Hjógo. Sousedila s provinciemi Tadžima, Tanba, Seccu, Bizen a Mimasaka. Jejím hlavním městem bylo Himedži.
Během období Edo bylo součástí Harimy panství (han) Akó. Čtyřicet sedm róninů byli samurajové z panství Akó.
Išikawadžima-Harima Heavy Industries, loďařství a významný dodavatel Boeingu, má svůj název odvozen od této provincie.